# Ley Orgánica de Procesos Electorales
La Ley Orgánica de Procesos Electorales (LOPRE) es una ley del ordenamiento jurídico de la República Bolivariana de Venezuela, aprobada el 31 de julio de 2009 por la plenaria de la Asamblea Nacional,  luego de la discusión del proyecto de ley presentado por el Consejo Nacional Electoral (CNE) en mayo del mismo año.La ley regula y desarrolla los principios constitucionales y los derechos de participación política de los ciudadanos en los procesos electorales, así como todas aquellas materias de competencia referidas a los procesos electorales, atribuidas al Poder Electoral por la constitución de 1999 y las leyes de este país.
A partir de las elecciones presidenciales de Venezuela de 2006 entró en vigencia el Reglamento General de la Ley Orgánica de Procesos Electorales, el cual rebajó la tarea de los observadores electorales de «observación» a «acompañamiento». Entre otras disposiciones, impide a los observadores hacer declaraciones públicas durante el proceso electoral o publicar sus informes finales, y le concede la potestad el CNE de revocar sus credenciales sin la necesidad de un procedimiento administrativo.

## Antecedentes
La Constitución de la República Bolivariana de Venezuela de 1999 estableció «la igualdad, confiabilidad, imparcialidad, transparencia y eficiencia de los procesos electorales», como principios que debía desarrollar y garantizar la legislación electoral, así como «la aplicación de la personalización y la representación proporcional en las elecciones». Estos principios debían regir los nuevos sistemas electorales para la integración de los cargos de elección popular, que en el caso de los diputados a la Asamblea Nacional estaría determinada por tres condicionantes: la base poblacional, la representación federativa de cada entidad y la representación de los pueblos indígenas; adoptando un «criterio de integración cerrado», conformado por un número fijo de representantes, que solo podía ser modificado por el incremento de la población; tal es la interpretación derivada del artículo 186 de la Constitución, propia del modelo unicameral que para el Poder Legislativo Nacional preceptúa el texto constitucional.
La Ley Orgánica de Procesos Electorales fue aprobada en la Asamblea Nacional de la República Bolivariana de Venezuela, el 21 de mayo de 2009 en primera discusión, y luego del proceso de consulta pública fue aprobada en segunda discusión el 31 de julio del mismo año. La ley fue promulgada el 5 de agosto de 2009 por el presidente de la República Hugo Chávez y se publicó en la Gaceta Oficial el 12 de agosto del mismo año. La Ley Orgánica de Procesos Electorales derogó la Ley Orgánica del Sufragio y Participación Política, aprobada por el Congreso de la República de Venezuela en 1998, y el Estatuto Electoral del Poder Público, aprobado por la Asamblea Nacional Constituyente en el año 2000.

## Disposiciones generales
De acuerdo al Título I de la Ley Orgánica de Procesos Electorales, sus disposiciones generales son las siguientes:
- La ley regula y desarrolla los principios constitucionales y los derechos de participación política de los ciudadanos en los procesos electorales que se celebren en Venezuela, así como todas aquellas competencias referidas a las elecciones, atribuidas al Poder Electoral por la Constitución y las leyes.[3]
- De acuerdo a la definición de la ley orgánica, el proceso electoral constituye «los actos y actuaciones realizados en forma sucesiva por el Consejo Nacional Electoral dirigidos a garantizar el derecho al sufragio, la participación política y la soberanía popular, como fuente de la cual emanan los órganos del Poder Público».[3]
- El proceso electoral está regido por los principios de democracia, soberanía, responsabilidad social, colaboración, cooperación, confiabilidad, transparencia, imparcialidad, equidad, igualdad, participación popular, celeridad, eficiencia, personalización del sufragio y representación proporcional.[3]
- El Consejo Nacional Electoral es el órgano rector y máxima autoridad del Poder Electoral en Venezuela, que ejerce la suprema dirección, conducción, supervisión, vigilancia y control de los procesos electorales, directamente y a través de sus órganos subordinados.[3]

A partir de las elecciones presidenciales de Venezuela de 2006 entró en vigencia el Reglamento General de la Ley Orgánica de Procesos Electorales, el cual rebajó la tarea de los observadores electorales de «observación» a «acompañamiento». Entre otras disposiciones, los artículos 484 y 485 impiden a los observadores internacionales hacer declaraciones públicas durante el proceso electoral o publicar sus informes finales, y el artículo 487 le concede la potestad el CNE de revocar las credenciales de observadores sin la necesidad de un procedimiento administrativo.

## Sistema electoral

### Elecciones de cargos ejecutivos
De acuerdo a los artículos 160, 174 y 228 de la constitución de Venezuela de 1999 y el artículo 7 de la Ley Orgánica de Procesos Electorales, para la elección del presidente, los gobernadores de estado y los alcaldes de municipio, se aplica un sistema de mayoría simple o relativa de una sola vuelta —que pertenece a la familia de los sistemas electorales de pluralidad/mayoría—, es decir, que se proclama ganador al candidato que obtiene más votos que cualquier otro candidato, incluso si no obtiene la mayoría absoluta de votos válidos.

### Elecciones parlamentarias
De acuerdo al artículo 63 de la Constitución de Venezuela de 1999 y los artículos 3 y 8 de la Ley Orgánica de Procesos Electorales, para la elección de diputados a la Asamblea Nacional se aplica un «sistema electoral paralelo», de personalización del sufragio para los cargos nominales y de representación proporcional para los cargos por lista. El sistema paralelo pertenece a la familia de los «sistemas electorales mixtos», en el cual los votos expresados por los electores se utilizan para elegir representantes a través de dos sistemas diferentes —representación proporcional por lista y pluralidad/mayoría— pero no se tienen en cuenta los escaños asignados con un sistema al calcular los resultados en el otro sistema; por lo tanto, la elección nominal no incide en la elección proporcional mediante lista.
Para aplicar el sistema de representación proporcional, los comúnmente reconocidos «diputados lista», que representan un total de 51 escaños, se reparten en cada una de las entidades federales una cuota que varía entre dos y tres escaños, y dependiendo del resultado de la circunscripción —la cual es el estado— se asignan de manera proporcional entre las listas postuladas; y con respecto a la aplicación del sistema mayoritario, los diputados que son electos por este sistema corresponden a un total de 113 escaños, elegidos en 87 circunscripciones electorales, las cuales son un conglomerado de municipios y parroquias que varían en cada entidad federal, en las cuales los diputados son electos por mayoría relativa de votos, y se dividen en uninominales y plurinominales, las uninominales son aquellas donde los electores tienen derecho a elegir un solo diputado y las plurinominales donde los electores tienen derecho a elegir a más de un diputado, a los cuales se les asigna una cuota que varía entre dos y tres diputados.
La elección de los tres diputados por la representación indígena se realiza en circunscripciones especiales uninominales por región, aplicando un sistema de mayoría relativa de votos. Para la elección de los integrantes de los Consejos Legislativos Estadales y los Concejos Municipales también se aplica el «sistema electoral paralelo», de personalización del sufragio para los cargos nominales en circunscripciones electorales y de representación proporcional para los cargos por lista.

#### Representación
Un partido político a alianza electoral puede obtener las dos terceras partes (2/3) de la Asamblea Nacional con el 50% de los votos. Un partido o alianza puede ganar en número de votos, pero no obtener una mayoría de escaños en el Parlamento. Todo estado elige por su condición tres diputados a la Asamblea Nacional, y según un criterio de «proporcionalidad de la población», un estado puede sumar más de tres representantes.
Tomando un ejemplo del director ejecutivo de la organización civil Ojo Electoral, Luis Enrique Lander, «el estado menos poblado de Venezuela, el estado Amazonas, elige tres diputados que le corresponden constitucionalmente y no elige ninguno por base poblacional. Al mismo tiempo, el estado Zulia, que es el más poblado, elige quince diputados: tres por estado y doce más por población».

#### Valor de votos varía por entidad
Lander continúa explicando: «la discrepancia es que mientras en el estado Amazonas cada diputado representa a 50 mil habitantes, en el estado Zulia cada diputado representa a 250 mil habitantes. Esto hace que los estados poco poblados estén sobrerrepresentados, mientras que los más poblados están subrepresentados».
La boleta electrónica que se utiliza en los centros de votación «tiene un óvalo para optar por un partido (voto lista) y otro para elegir a un candidato (voto nominal), que puede ser o no de la misma agrupación elegida en la opción 'lista'», lo cual fue introducido en la Constitución venezolana de 1999. La Constitución establece que «el sistema debe respetar la personalización del sufragio y la representación proporcional. El voto nominal, supuestamente, respetaría la personalización del sufragio y el voto lista sería el que respetaría la representación proporcional. Se crea así un sistema cuasi mayoritario».

## Elecciones parlamentarias de 2010
Según encuestas para las elecciones parlamentarias de 2010, los estados menos poblados son de mayoría chavista, contrario a los estados con más electores, que dan favorabilidad a la oposición en las encuestas, por lo que el resultado dio a la oposición más votos a nivel nacional pero menos diputados.

## Críticas

### Críticas de la oposición
La ley fue criticada por la oposición al gobierno de Hugo Chávez, que le acusaron a él y su partido, el PSUV, de «utilizar su mayoría en la Asamblea Nacional para favorcerse en las elecciones». La ley electoral fue aprobada por una Asamblea Nacional que contaba con mayoría calificada de los partidos aliados al gobierno de Hugo Chávez, ya que la oposición no se presentó en las elecciones aduciendo «falta de garantías».

### Gerrymandering
El 27 de septiembre de 2010, después las elecciones parlamentarias, durante una rueda de prensa el presidente Hugo Chávez discutió con la periodista Andreína Flores, corresponsal de Radio Francia y RCN noticias de Colombia, tras preguntarle 

«¿Cómo se explica la diferencia entre los votos obtenidos por su partido, el Partido Socialista Unido de Venezuela (PSUV), y los que ha logrado la Mesa de la Unidad Democrática (MUD), es de apenas 100 000, y es difícil entender que habiendo obtenido casi el mismo número de votos, la oposición haya alcanzado 37 escaños menos que el PSUV [finalmente sería de 33 la diferencia]. Me pregunto si se estaría confirmando la tesis de la oposición que sostiene que la redistribución de los circuitos electorales se hizo con la intención de favorecer al PSUV o que quizá el voto del PSUV vale por dos...».

El presidente Chávez le preguntó si conocía la Constitución venezolana, y la periodista le respondió que «sí conocía el contenido de la Constitución», pero que «no tenía importancia que ella conozca el contenido porque el entrevistado era el presidente Chávez y era él quien debia contestar la pregunta». Él le continuó diciendo, «es la forma de protegerse que tienen ustedes cuando uno los increpa al debate (...), no tiene importancia que yo conozca o no conozca la Constitución, claro que para mi tiene importancia como venezolano (...) aquí se organizaron 87 circunscripciones y los votos de esa circunscripción no tienen nada que ver con los votos de otras y mucho menos con la votación nacional (...) 110 diputados no tienen nada que ver con la votación nacional». El presidente Chávez argumentó que en las elecciones parlamentarias venezolanas se aplica un método vigente que se utiliza en países como Francia, y argumentó que «es una elección que no tiene que ver con la cantidad de votos, pues se trata de circunscripciones». El mandatario explicó el caso del estado Zulia, donde «a pesar de lograr el 45 % de la votación, el PSUV obtuvo 3 diputados, frente a los 12 sacados por la MUD».